# خوزه میگوئل کامپوس
خوزه میگوئل کامپوس (انگلیسی: José Miguel Campos؛ زادهٔ ۱۲ اوت ۱۹۶۶) بازیکن فوتبال اهل اسپانیا است.